# ایژاک (مجارستان)
ایژاک (به مجاری: Izsák) یک منطقهٔ مسکونی در مجارستان است که در ناحیه کیش‌کوروش واقع شده‌است. ایژاک ۱۱۳٫۷۶ کیلومتر مربع مساحت و ۵٬۶۲۲ نفر جمعیت دارد.